# Magura (distrito)
Magura é um distrito localizado no sudoeste de Bangladesh. É uma parte de Khulna. Magura está longe de Daca por 176 quilômetros. O principal transporte é ônibus. De Magura para Dhaka leva cinco horas de ônibus. Não há transporte de trem em Magura.